# Ашланка (деревня)
Ашланка (мар. Куэрсола) — деревня в Волжском районе Республики Марий Эл (Россия), в составе Большепаратского сельского поселения.

## География
Деревня расположена на реке Ашланка в 7 км к юго-западу от села Новые Параты.

## Этимология
Название деревни образовано от слова Ашламаш — «река с запрудой, берущая начало с родника».

## История
По данным на 1923 год в деревне Ашланка Болышепаратской волости Краснококшайского кантона насчитывалось 60 дворов. С октября 1924 года существовало потребительское общество, которое занималось торговлей бакалейными, галантерейными и мануфактурными товарами. С 1927 г. деревня входила в состав Моркияльского сельсовета Звениговского кантона. В 1929 году образовано машинное товарищество «Звезда», а в 1930 г. — сельскохозяйственная артель с таким же названием. В 1952 году деревня вошла в состав колхоза им. Калинина, а с становится отделением совхоза «Эмековский». В деревне находилась ферма крупного рогатого скота и картофелехранилище.

## Население
| 2002 | 2010 |
| ---- | ---- |
| 101  | ↗135 |

Национальный состав
Согласно результатам переписи 2002 года, в национальной структуре населения марийцы составляли 93 %